# Vrtljac
Vrtljac (mađ. ? ) je četvrt grada Baje, grada u jugoistočnoj Mađarskoj.

## Zemljopisni položaj
Vrtljac je jedna od četvrti grada Baje koje su imale ime hrvatskog podrijetla.

## Upravna organizacija
Upravno pripada naselju Baji.
Poštanski broj je 6500.